# История Ирака
История Ирака — история государства Ирак.

## Доисторическая эпоха

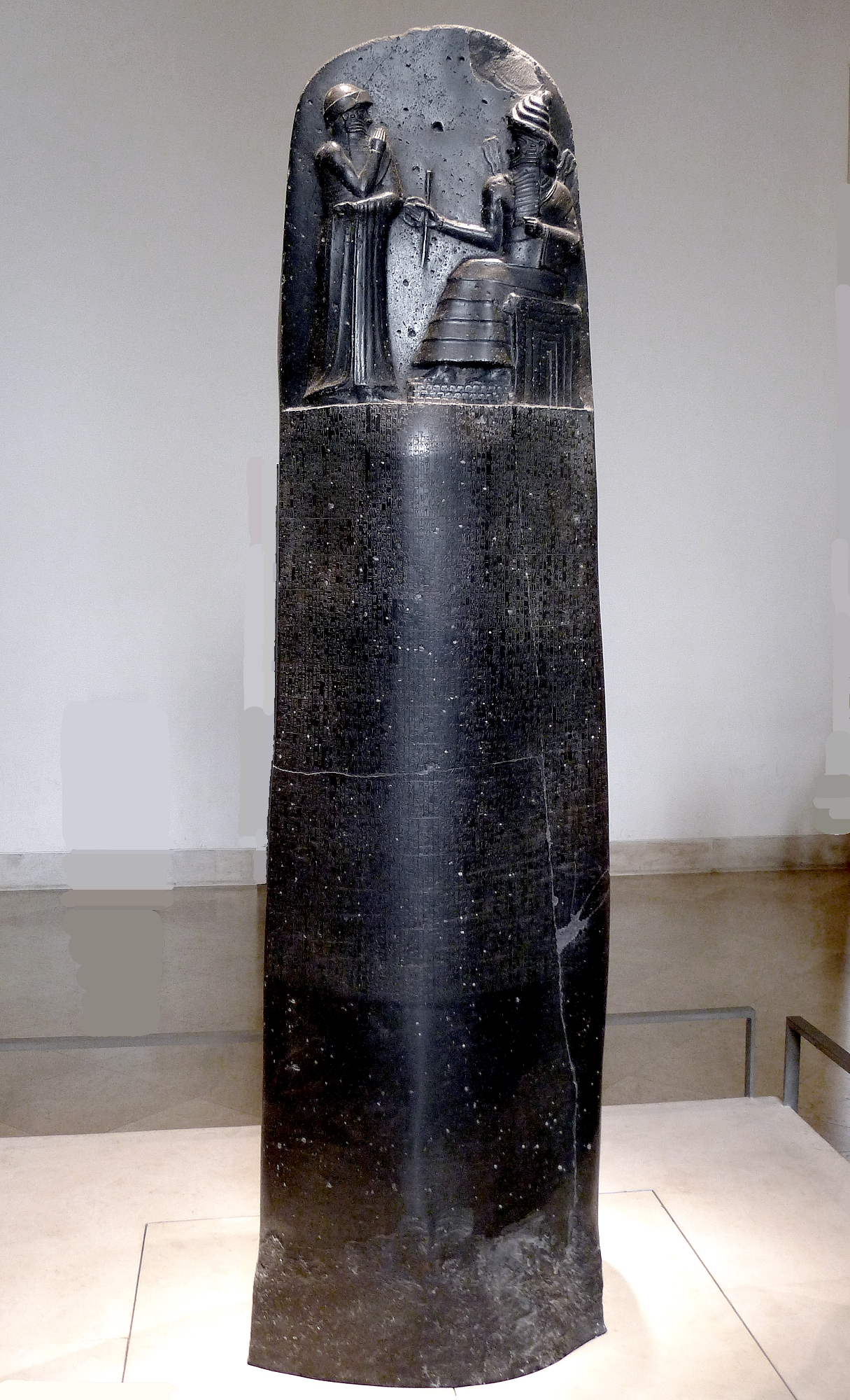
Стела со знаменитыми Законами Хаммурапи — главным правовым памятником Древней Вавилонии

В среднем палеолите (50—70 тыс. л. н.) в пещере Шанидар жили неандертальцы.
В доисторический период через территорию Ирака проходили древнейшие миграции кроманьонцев в сторону Индостана и Восточной Азии. Позднее, около 36 тыс. лет назад, на территории современных Ирака и Ирана появляется барадостская культура верхнего палеолита. Около 18 тыс. лет назад её сменяет зарзийская культура, а в эпоху мезолита, около 9 тыс. лет до н. э., на северо-востоке Ирака появляется шанидар-карим-шахирская культура.
Докерамический неолит в Ираке наступает около 8 тыс. лет до н. э. (джармская культура).
Около 6 тыс. лет до н. э. в центральном Ираке появляется неолитическая культура Хассуна. Почти одновременно с ней существует весьма сходная самаррская культура, которая в конце 5 тыс. до н. э. переходит в убайдскую культуру, распространившуюся далеко за пределы Ирака, на территорию юга Анатолии. Убайдская культура враждовала с халафской культурой (север современной Сирии) и в конце концов поглотила её.

## Древнейший письменный период
Плодородная область Месопотамии, в долине Тигра и Евфрата, стала местом зарождения нескольких древних цивилизаций, таких как Шумер, Аккад, Вавилония и Ассирия.
Изображения салазок с колёсиками (3000 г. до н. э.) найдены в Месопотамии в шумерском городе Урук. К 2700 году до н. э. там же появляются рисунки повозок. В это же время шумеры начинают хоронить своих царей вместе с колесницами. Эти погребения найдены в Кише, Уре.

## Персидский период
В 539 г. до н. э. Кир II Великий разгромил халдеев и включил Месопотамию в состав персидского государства Ахеменидов. Правление Ахменидов продолжалось до распада монархии в результате завоеваний Александра Македонского в период между 334 и 327 годом до н. э. После смерти Александра Македонского Месопотамия вошла в состав государства Селевкидов.
Около 170—138/137 до н. э. Месопотамия вошла в состав Парфянского царства. На небольшой части территории Месопотамии существовала Харакена — древнее царство на берегу Персидского залива, одно из первых арабских государств (до III века н. э.). В 115 г. н. э. Месопотамия была завоёвана Траяном и стала провинцией Римской империи.
В 227 г. н. э. Месопотамия была захвачена новой персидской династией Сасанидов, и стала одним из 4 военных округов их империи под названием Хварваран. В III веке юго-западные пределы Ирака заселяют арабы-лахмиды.

## Исламское завоевание

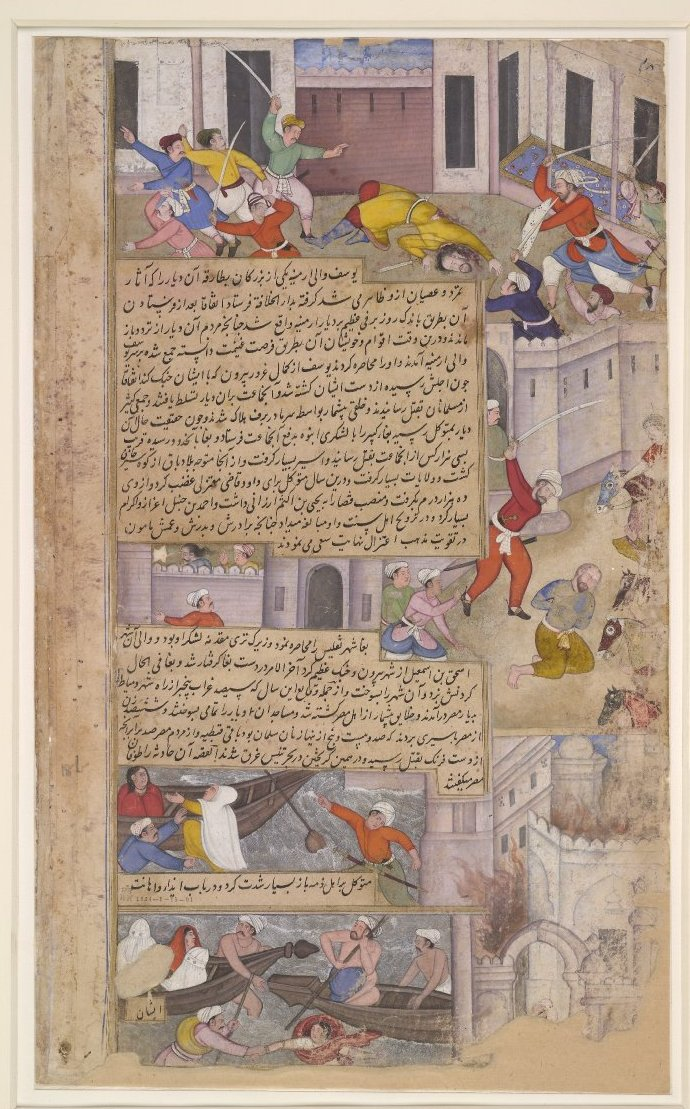
Разрушение шиитской святыни — гробницы имама Хесейна в Кербеле по приказанию халифа Аль-Мутаваккиля в 850 году

В 635 году Сасаниды стали утрачивать свои позиции перед наступлением арабов, окончательно потерпев поражение в 637 году в битве при Кадисии.
После смерти пророка Мухаммеда началась острая борьба за престол халифа. С 656 по 661 год халифом был Али, двоюродный брат пророка Мухаммеда. В 661 году власть над Арабским халифатом захватила династия Омейядов, перенёсшая столицу из Медины в Дамаск, после чего в исламе наступил период длительного раскола. Жители территории нынешнего Ирака как последователи Али исповедовали шиизм. После прихода к власти Омейядов началось насаждение суннизма. Противоречия между шиитами и Омейядами стало одной из причин их поражения в 750 году от Аббасидов.

## Аббасидский халифат
При Аббасидах в период правления халифа Аль-Мансура (754—775) основанный в 762 году город Багдад стал центром халифата, простиравшегося от атлантического побережья Северной Африки (нынешнее Марокко) до Северной Индии.
Период правления Аббасидов отмечен всесторонним развитием культуры, науки, экономики и торговли. Однако к концу IX века Аббасиды утратили господство над остальным исламским миром в результате распада Арабского халифата. Сильный удар по Халифату нанесли восстания зинджей.
В 945 году Багдад захватили дейлемские горцы армии Буидов (араб. البويهيون‎, аль-Бувайхийун — Бувейхиды), шиитской династии, основанной в 920—930-е годы. К этому времени владения халифов включали лишь столицу и её окрестности. Основанным ими государством буидские «эмиры эмиров» управляли от имени халифа, имя которого по-прежнему чеканилось на монетах и поминалось в хутбе первым.
В 1055 году Багдад и весь Ирак захватили сельджуки, основавшие государство Сельджукидов. При его распаде в 1118 году возник Иракский султанат. Завоевания хорезмшаха Текеша в 1194—1196 годах положили ему конец. Последним значительным государем из халифов Багдада был Ан-Насир Лидиниллах, правивший в 1180—1225 годах. Вражда между Аббасидами и хорезмшахами стала одной из причин гибели обеих династий — развитие конфликта было прервано вторжением в Среднюю Азию монгольских войск Чингис-хана, а затем монголы положили конец и династии Аббасидов.

## Монгольское завоевание

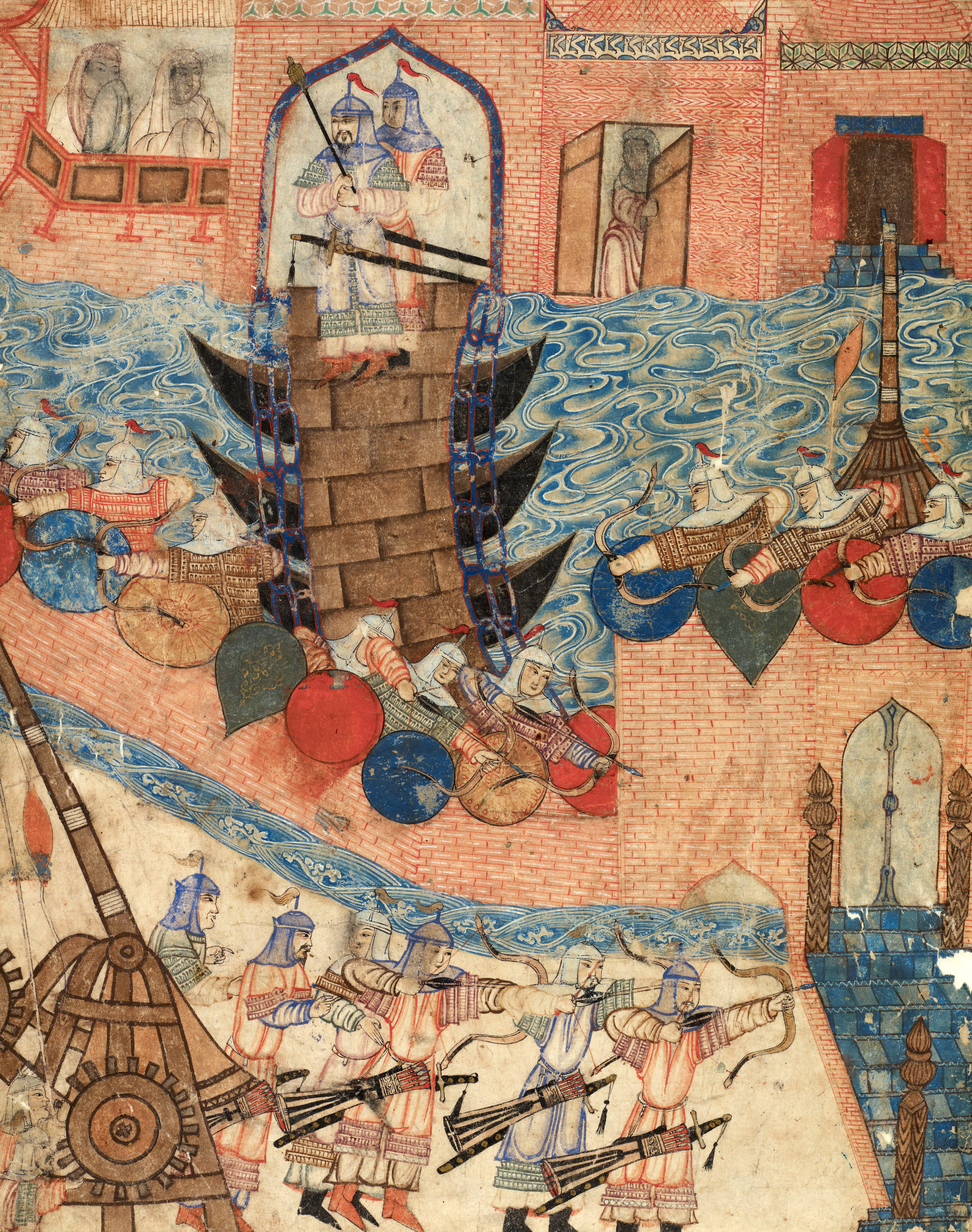
Разрушение Багдада монгольскими войсками в 1258 году. Персидская миниатюра

В 1258 году территория нынешнего Ирака была захвачена монголами во главе с Хулагу-ханом. Монголы захватили и разграбили Багдад и опустошили Месопотамию. Монгольская династия Хулагуидов правила в регионе до середины XIV века. Её сменила династия Джалаиридов (1339—1410).

## Под властью различных тюркских династий
В 1393 и 1401 годах Багдад разрушался войсками Тимура (Тамерлана) и дважды восстанавливался. Между 1393 и 1405 годами Месопотамия входила в империю Тамерлана.
С 1411 года по 1469 год Багдад был центром провинции султаната туркоманской династии Кара-Коюнлу («чернобаранные»).
С 1469 года по 1508 год Багдад был центром провинции государства туркоманской династии Ак-Коюнлу («белобаранные»).
С 1508 года по 1523 год Багдад был центром провинции государства династии Сефевидов.
С 1523 года по 1529 год Багдад был во власти курдов.
С 1529 года по 1534 год Багдад вновь был центром провинции государства Сефевидов.

## Османская империя
В 1534 году в результате турецко-персидской войны территория нынешнего Ирака была присоединена к Османской империи, чья гегемония продолжалась почти 400 лет. Реальная власть в Месопотамии зачастую находилась в руках наместников в связи со значительным удалением Багдада от столицы Османской империи.
В конце XIX века в результате проведённой административной реформы началось движение за предоставление Ираку автономии.

## Британская колонизация и правление

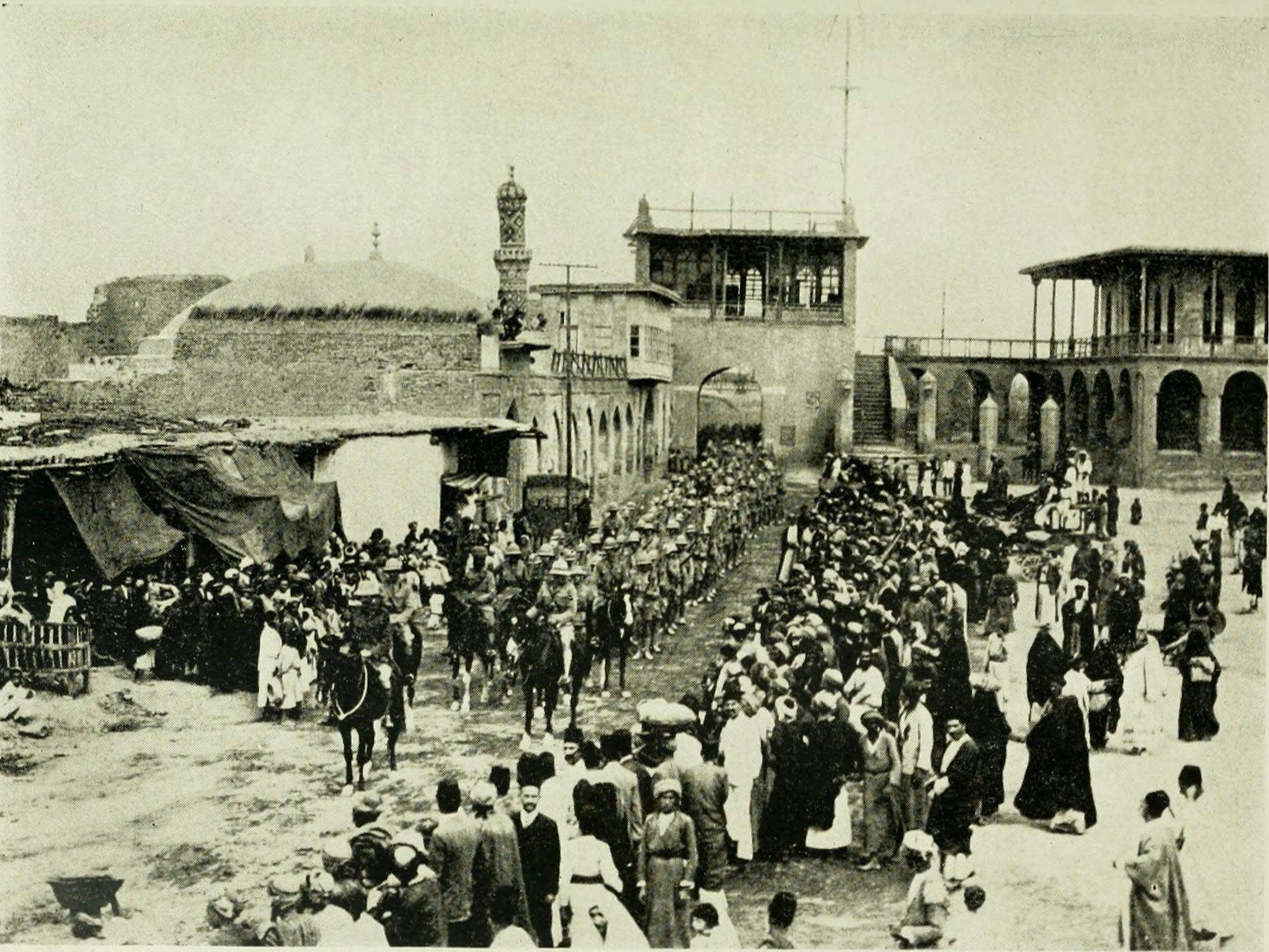
Британские войска вступают в Багдад в 1917 году

В 1914 году с началом Первой мировой войны Османская империя присоединилась к Германии и её союзникам. В тот же год британцы вторглись в южный Ирак. В 1917 году британцы заняли Багдад и Киркук, и к 1918 году контролировали почти всю территорию Ирака.
Как государственное образование Ирак был создан в 1920 году путём выделения в него трёх вилайетов Османской империи: Басра, Мосул и Багдад. В апреле 1920 года Лига Наций на конференции в Сан-Ремо выдала мандат на управление Ираком Великобритании, что окончательно оформило колониальный статус Ирака.
Британская колониальная политика привела в 1920 году к восстанию. После его подавления в 1921 году Ирак стал конституционной монархией во главе с эмиром Фейсалом из династии Хашимитов. Но Великобритания продолжала осуществлять контроль над страной. В июне 1926 года британские власти добились от Турции передачи в состав Ирака Мосульского вилайета.

## Королевство Ирак
В 1930 году был заключён британо-иракский договор, по которому Ирак с 1932 года получил формальную независимость и был принят в Лигу Наций. Однако на его территории по-прежнему размещались британские военные базы. Обнаруженные в Ираке крупные запасы нефти с 1925 года разрабатывались англо-франко-американским консорциумом «Туркиш петролеум».
Ирак раздирали конфликты между различными национально-религиозными группами, неоднократно восставали курды. Летом 1933 года появились слухи, что ассирийцы хотят восстать и основать своё государство с центром в Мосуле. Иракские войска и жандармы устроили резню ассирийцев, погибло 3000 человек. Тысячи ассирийцев бежали из страны.
В октябре 1936 года правительство Ясина аль-Хашими было свергнуто в результате военного переворота, который осуществили офицеры во главе с генералом Бакром Сидки. После прихода к власти военной группировки правительство «национальной реформы» возглавил Хикмет Сулейман.
Во время Второй мировой войны 1 апреля 1941 года произошёл военный переворот, и новое правительство под руководством Р. А. аль-Гайлани взяло курс на сближение с нацистской Германией. 2 мая 1941 иракская армия начала боевые действия против британских войск, однако к 31 мая 1941 года была разбита, правительство аль-Гайлани бежало из страны, и к власти вернулись малолетний король Фейсал II, регент Абд аль-Илах и пробританское правительство во главе с Нури Саидом. В январе 1943 года Ирак объявил войну Германии и фашистской Италии.
После войны попытки Великобритании навязать Ираку договор «о взаимной обороне» привели в январе 1948 года к массовым протестам, и правительство Ирака отказалось его ратифицировать.
В 1948—1949 году Ирак участвовал в войне против Израиля.
В 1955 году Ирак стал членом Багдадского пакта.
В 1958 году Ирак вошёл в Арабскую федерацию с Иорданией.

## Республиканское правление

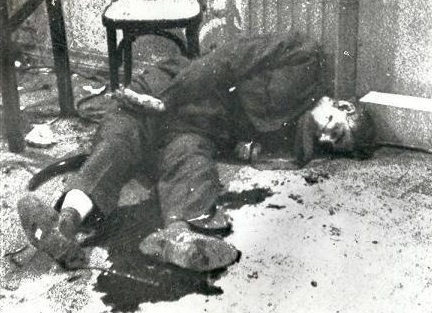
Труп генерала Абдель-Керима Касема, убитого во время февральского переворота 1963 года

В 1958 году во время июльской революции группой «Свободных офицеров» во главе с Абдель-Керимом Касемом и Абдель-Салямом Арефом была свергнута монархия, король Фейсал II был убит. Ирак вышел из Арабской федерации и из Багдадского пакта, добился вывода со своей территории британских войск, была проведена земельная реформа.
В 1959 году произошла неудачная попытка насеристско-баасистсткого военного переворота в Мосуле, закончившаяся террором против насерситов и баасистов. В 1961 году началось Сентябрьское восстание в Иракском Курдистане.
В 1961 году была экспроприирована большая часть нефтеносных участков, бывших в концессии у «Iraq Petroleum Company». Правительство Касема установило тесные отношения с СССР.
В феврале 1963 года произошёл военный переворот, в ходе которого Касем был свергнут и убит, к власти пришли националисты и правое крыло Баас, а против левых и коммунистов начался массовый террор. В ноябре 1963 года премьер-министр Абдель-Салям Ареф избавился от своих союзников из Баас и устанавливает военную диктатуру. В 1966 году Ареф погиб в авиакатастрофе. Президентом становится его брат Абдель Рахман Ареф.

### Баасистский Ирак
17 июля 1968 года был осуществлен очередной переворот, и к власти пришла партия Баас.
Иракские власти начали национализацию имущества иностранных нефтяных компаний.
В 1974 году началось новое восстание курдов, которое было подавлено в 1975 году.

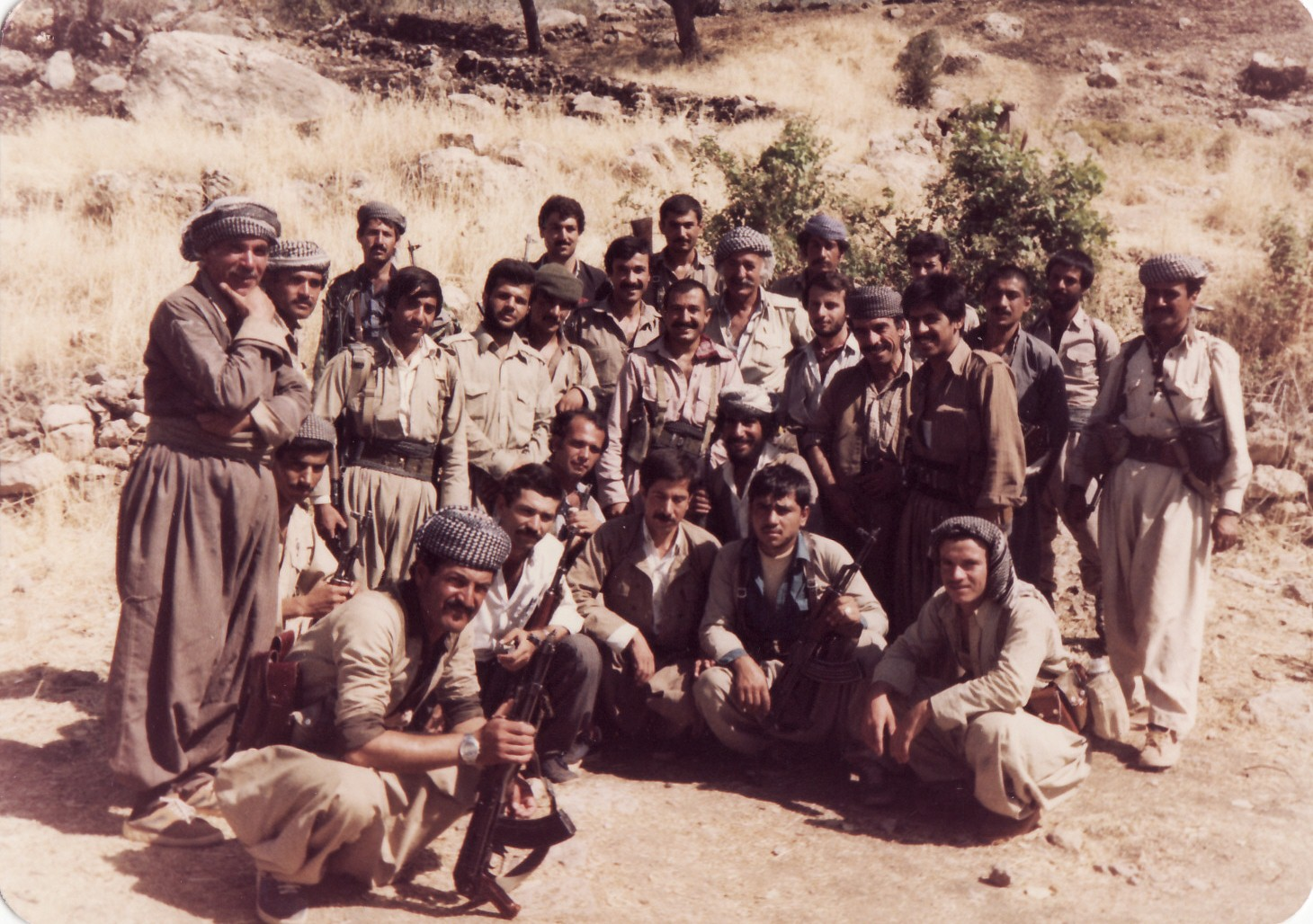
Партизаны аль-Ансар во время антибаасистского восстания на севере Ирака

16 июля 1979 года президент аль-Бакр ушёл в отставку, якобы по болезни. Его преемником был объявлен вице-президент Саддам Хусейн.
После прихода к власти Саддам Хусейн сразу же столкнулся с серьёзной угрозой своему правлению, исходившей от соседнего Ирана. Аятолла Хомейни, лидер победившей в Иране исламской революции, собирался распространить её на другие страны Персидского залива; кроме того, он имел личную неприязнь к Саддаму Хусейну.
Саддам Хусейн решил провести ограниченную военную операцию против Ирана с тем, чтобы заставить иранское правительство отказаться от враждебных действий. Предлогом для начала войны стало невыполнение Ираном своих обязательств по Алжирскому соглашению 1975 года, согласно которому Иран должен был передать Ираку некоторые приграничные территории. После ряда столкновений на границе 22 сентября 1980 года иракская армия вторглась на территорию соседней страны. Началась восьмилетняя ирано-иракская война.
Запад опасался роста радикального исламизма Аятоллы Хомейни и делал все возможное, чтобы предотвратить победу Ирана.
В 1982 году США вычеркнули Ирак из списка стран, поддерживающих терроризм. Два года спустя были восстановлены двусторонние дипломатические отношения, прерванные во время арабо-израильской войны 1967 года. При этом Ирак продолжал оставаться союзником СССР и получать от него вооружение. Однако и несколько западных стран, в том числе Великобритания, Франция и США, тоже поставляли Багдаду оружие и военную технику. США предоставляли Саддаму не только разведывательную информацию о его противнике и кредиты на миллиарды долларов, но также и материалы для создания химического оружия.
В ходе войны Саддам Хусейн осуществил войсковую спецоперацию по зачистке северных районов Ирака от курдских повстанческих отрядов «Пешмерга», получившую название «Анфаль», в ходе которой до 182 тыс. курдов (главным образом мужчин, но также некоторое количество женщин и детей) было вывезено в неизвестном направлении и, как выяснилось, расстреляно: с падением режима Саддама стали обнаруживаться их могилы. Ранее, в 1983 году, подобным же образом были уничтожены все мужчины племени Барзан начиная с 15-летнего возраста — 8 тысяч человек. Ряд курдских селений и город Халабджа также подверглись бомбардировкам химическими бомбами (только в Халабдже погибло 5 тыс. человек).
Ирано-иракская война стоила обеим сторонам огромных людских и материальных жертв, и в 1988 году прекратилась фактически на условиях status quo.

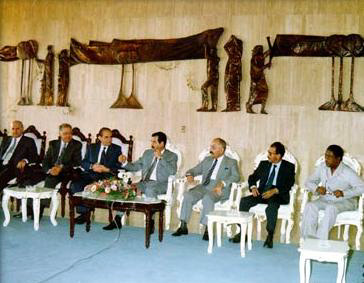
Саддам Хусейн (в центре) с национальным руководством партии «Баас» в 1990 году

В июле 1990 года Ирак обвинил соседний Кувейт в ведении экономической войны против него и в незаконной добыче нефти на иракской стороне пограничного нефтяного месторождения. 2 августа 1990 года иракская армия вторглась в Кувейт и оккупировала его. 8 августа было объявлено об аннексии страны, ставшей 19-й провинцией Ирака под названием «Ас-Саддамия».

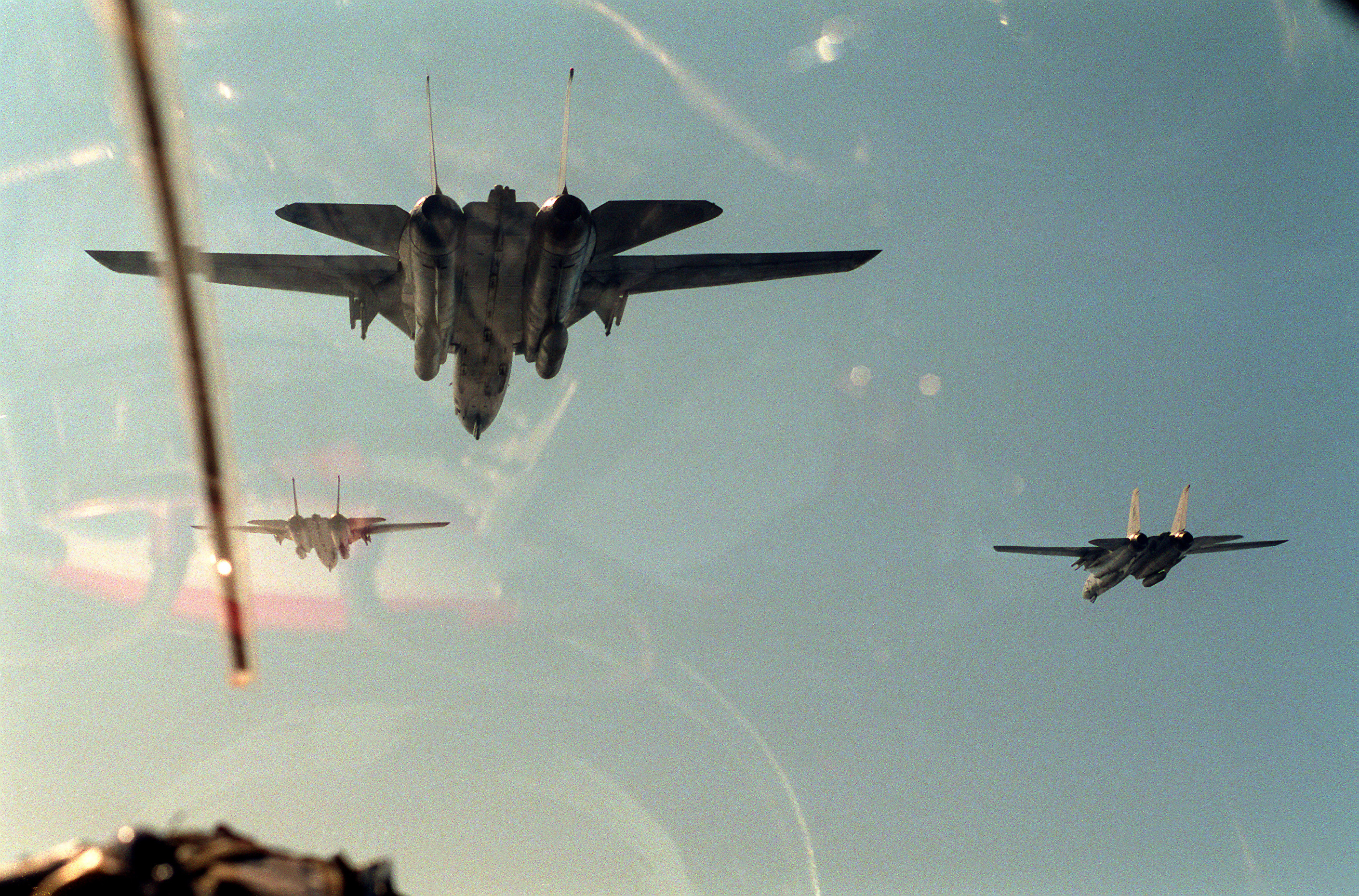
2 февраля 1991 года. Союзные самолёты летят на Ирак

Вторжение в Кувейт вызвало единодушное осуждение мирового сообщества. На Ирак были наложены санкции, и по мандату ООН была создана международная коалиция, ведущую роль в которой играли США, пользовавшиеся поддержкой всех стран НАТО и умеренных арабских режимов. США и их союзники провели операцию «Буря в пустыне», разгромив иракские войска и освободив Кувейт (17 января — 28 февраля 1991).
Успехи войск коалиции вызвали всеобщее восстание против режима, как на шиитском юге, так и на курдском севере Ирака. Саддам подавил эти восстания, В ходе подавления курдского восстания более 2 млн курдов стали беженцами. Жестокость, с которой режим расправлялся с восставшими, заставила коалицию ввести «бесполётные зоны» на юге и севере Ирака и начать гуманитарную интервенцию (операция «Provide Comfort») на севере Ирака. Осенью 1991 года иракские войска покинули три северные провинции (Эрбиль, Дахук, Сулеймания), где под прикрытием международных войск было создано курдское правительство (так называемый «Свободный Курдистан»). В 1994-98 годах там происходила гражданская война между двумя группировками.
На протяжении 1990-х — начала 2000-х годов власти США периодически обвиняли Ирак в разработке химического и бактериологического оружия. 16-20 декабря 1998 года силы США и Великобритании нанесли по объектам в Ираке авиаудары, после чего иракские власти приостановили сотрудничество с инспекторами ООН.

### Иракская война
В ноябре 2000 года президентом США стал Джордж Буш-младший, с самого начала давший понять, что намерен проводить в отношении Ирака жёсткую политику, и пообещавший «вдохнуть новую жизнь» в режим санкций. Он продолжил начатое Биллом Клинтоном финансирование иракских оппозиционных группировок, в частности, работающего в изгнании Иракского национального конгресса, надеясь таким образом подорвать власть Саддама Хусейна.
В середине 2002 года США начали подготовку к военному вторжению в Ирак. Предлогом послужило обвинение иракского правительства в продолжающихся работах над созданием и производством оружия массового уничтожения и причастности к организации и финансировании международного терроризма.
ООН отказалась поддержать военную интервенцию в Ирак, и руководства США и Великобритании решили действовать на своё усмотрение, несмотря на противодействие Германии, Франции и России.

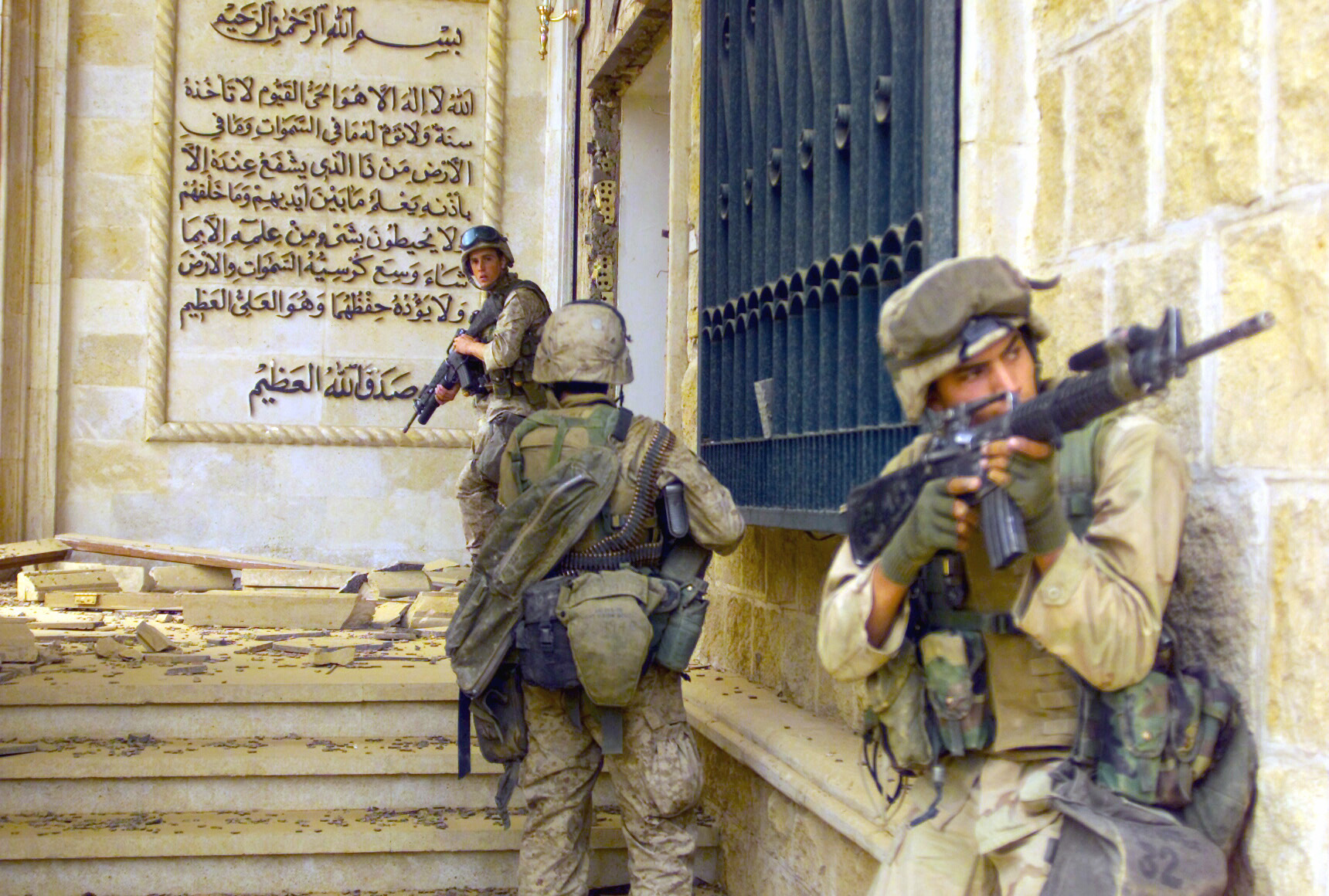
Морские пехотинцы перед входом в один из дворцов Саддама Хусейна. 9 апреля 2003 года

20 марта 2003 года американские и британские армии вторглись в Ирак, сопротивление иракских войск было слабым и уже 9 апреля 2003 года коалиционные силы заняли Багдад.
С мая 2003 года по июнь 2004 года управление оккупированным Ираком осуществляла Временная коалиционная администрация, возглавленная отставным генералом Джеем Гарнером, который, однако, уже в мае был сменён Полом Бремером. Задачей администрации было создание необходимых условий для передачи власти новому иракскому правительству. Затем было создано временное правительство во главе с А. Алави.
После вторжения США в Ирак в 2003 году политическая ситуация в Ираке претерпела серьёзные изменения: основным лейтмотивом внутренней политики была межконфессиональная борьба суннитов и шиитов. Первые потеряли власть, а вторые в одночасье усилились и приобрели серьёзные позиции во властных структурах и экономике; постепенно это перетекло в новое качество и количество (после вывода американских войск произошло ещё большее усиление шиитов).
Почти сразу после формального завершения боевых действий в стране развернулась партизанская война. Уже в течение мая 2003 года произошло несколько нападений на коалиционные войска. К концу 2003 года религиозные и политические лидеры иракских шиитов выдвинули требования провести всеобщие выборы и передать власть избранному правительству. 4 апреля 2004 года началось шиитское восстание, и в следующие несколько дней почти во всех городах Центрального и Южного Ирака шли ожесточённые столкновения. Одновременно с 5 апреля морская пехота США штурмовала Фаллуджу.
30 января 2005 года прошли выборы в Переходную национальную ассамблею, после чего был сформирован Президентский совет под председательством Дж. Талабани. 7 апреля 2005 года Талабани назначил премьер-министром Ибрагима аль-Джафари. 15 октября 2005 года на референдуме была принята новая конституция страны.

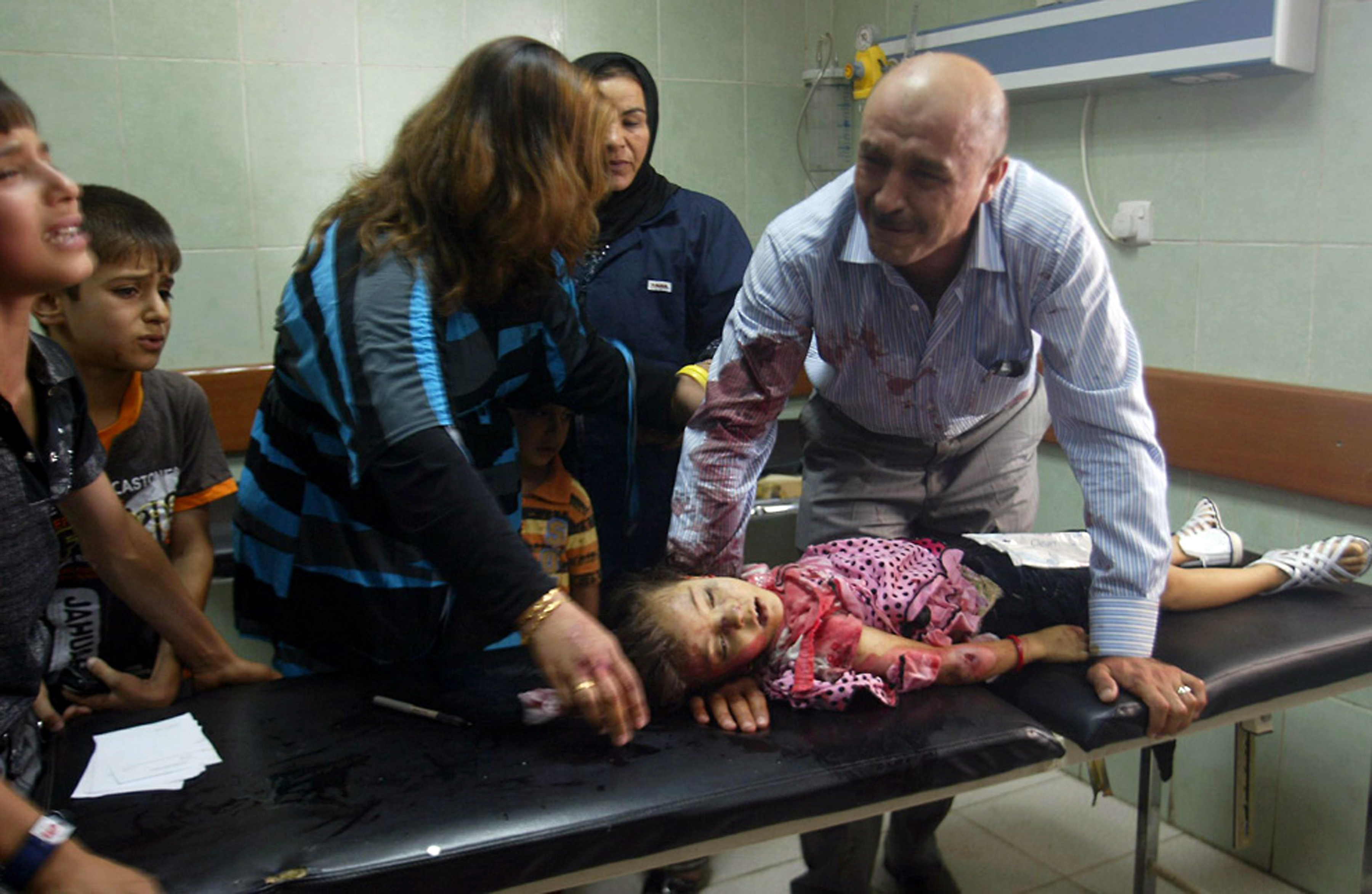
Фотография ребёнка, ставшего жертвой теракта в Ираке

И суннитские, и шиитские вооружённые группировки выступали против присутствия иностранных войск в Ираке, однако в 2006 году борьба против войск международной коалиции отошла на второй план. 22 февраля неизвестные организовали взрыв в мечети Аль-Аскария в Самарре. Жертв не было, но купол мечети, одной из главных шиитских святынь, оказался разрушен. В последующие дни и недели страну захлестнула волна насилия на почве межрелигиозного конфликта. Боевики обеих сторон взрывали шиитские и суннитские мечети, похищали и убивали мирных иракцев, исповедовавших «вражеское» течение ислама. Такие расправы стали обыденным явлением; ежедневно на улицах иракских городов полиция обнаруживала десятки трупов, многие из которых имели следы пыток.
В апреле 2006 года премьер-министра Ибрагима аль-Джафари обвинили в неспособности обуздать насилие в стране, в потворстве шиитским группировкам и чересчур тесных связях с Ираном, и он, под давлением американцев, а также оппозиции в лице суннитов, курдов и светских шиитов, уступил премьерский пост своему соратнику Джаваду (Нури) аль-Малики.

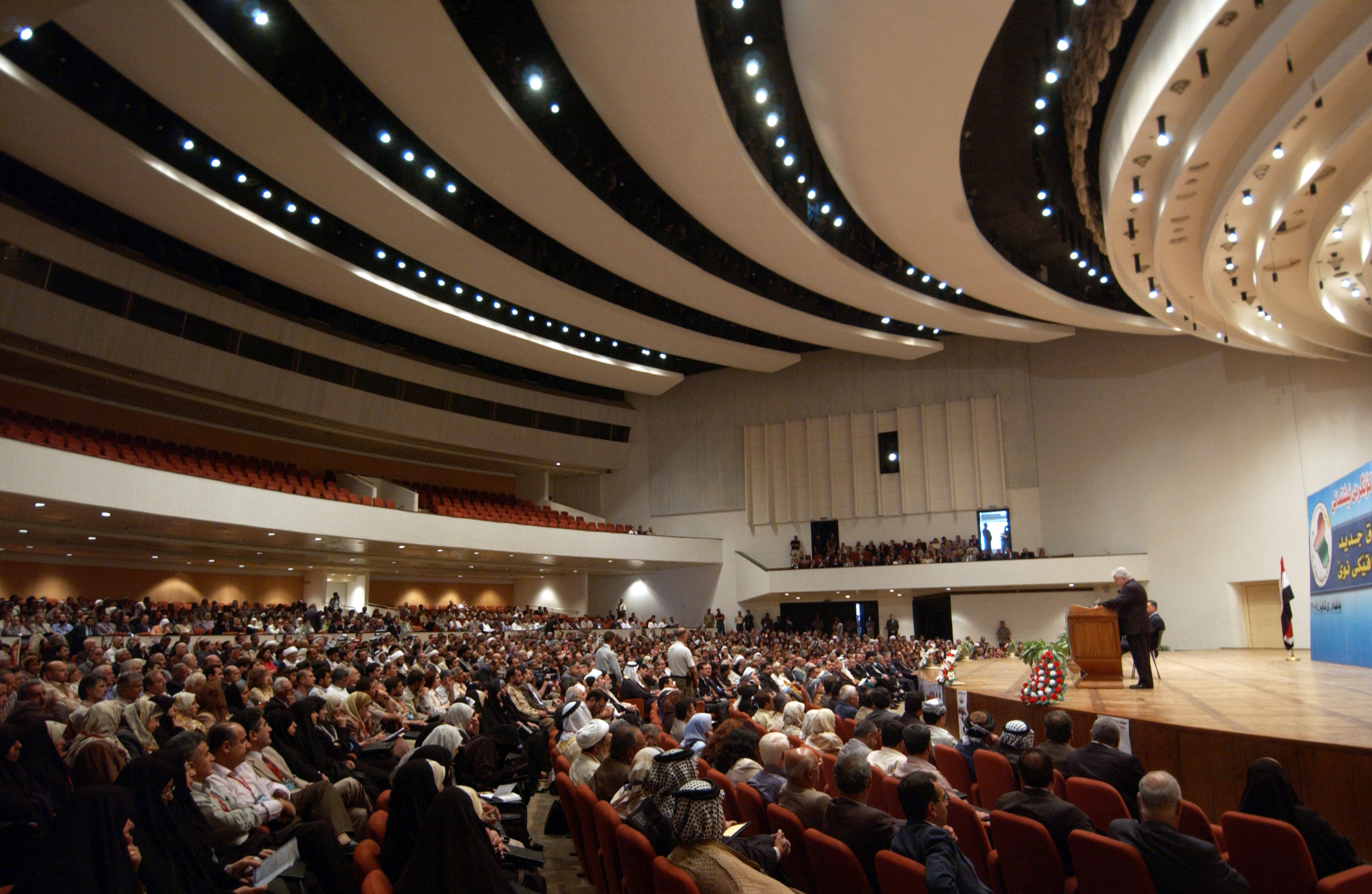
Собрание Совета представителей Ирака в декабре 2008 года

Невзирая на нестабильную ситуацию и постоянные нападения боевиков, многонациональные силы в Ираке и международные организации проделали значительную работу, направленную на реконструкцию страны. До середины 2004 года коалиционные военнослужащие отремонтировали, переоборудовали и открыли 240 госпиталей, 2200 клиник, 2300 учебных заведений. По состоянию на май 2007 года США построили около 2800 объектов общей стоимостью 5,8 млрд долларов, 435 из них были официально переданы иракскому правительству. К 2010 году США потратили на реконструкцию Ирака 44,6 млрд долларов.

### Вывод американских войск
К началу августа 2010 года основной контингент американских войск был выведен из Ирака, и в стране осталось около 50 тысяч военнослужащих из США, для обучения и поддержки местных сил охраны правопорядка. 1 сентября 2010 года вице-президент США Джозеф Байден объявил об официальном окончании операции «Иракская свобода» и о начале новой небоевой операции американской армии под кодовым названием «Новый рассвет» во главе с генералом Ллойдом Остином. 15 декабря 2011 года США спустили свой флаг над Багдадом, символически завершив военную кампанию в Ираке, которая длилась почти 9 лет, передав полномочия по обеспечению безопасности местным структурам. В стране осталось только 200 военных консультантов.
Хотя последние военнослужащие коалиции были выведены в декабре 2011 года, на территории Ирака остались сотрудники частных военных и охранных компаний (по состоянию на март 2013 года — 5500 человек).
Однако иракские повстанческие группировки продолжили вооружённую борьбу против центрального иракского правительства и разгорелся конфликт между различными религиозными группами. После вывода американских войск уровень насилия вырос, группы боевиков активизировали свои действия против шиитского большинства населения с целью подрыва доверия у шиитов к правительству и его усилиям, направленным на защиту граждан собственными силами, без непосредственного американского участия.

### Борьба с ИГИЛ
С декабря 2013 года в столкновениях по всей западной части Ирака были задействованы племенные ополчения, иракские силы безопасности и боевики группировки «Исламское государство Ирака и Леванта». В начале января 2014 года суннитские боевики захватили Фаллуджу и Рамади, в результате чего большая часть мухафазы Анбар оказалась под их контролем. После этого иракская армия начала наступление на Анбар, оплот ИГИЛ, с целью приведения региона под контролем правительства. Самарра была вновь захвачена армией 5 июня 2014 года, в то время как тяжелые обстрелы Фаллуджи ослабили силы ИГИЛ. Тем не менее, значительная часть боевиков укрылась в соседней Сирии.
В начале июня 2014 года силы ИГИЛ начали наступление в центральных и северных районах Ирака. 10 июня ими был занят Мосул. На следующий день ими был взят город Тикрит и они заявили о своем намерении захватить Багдад.

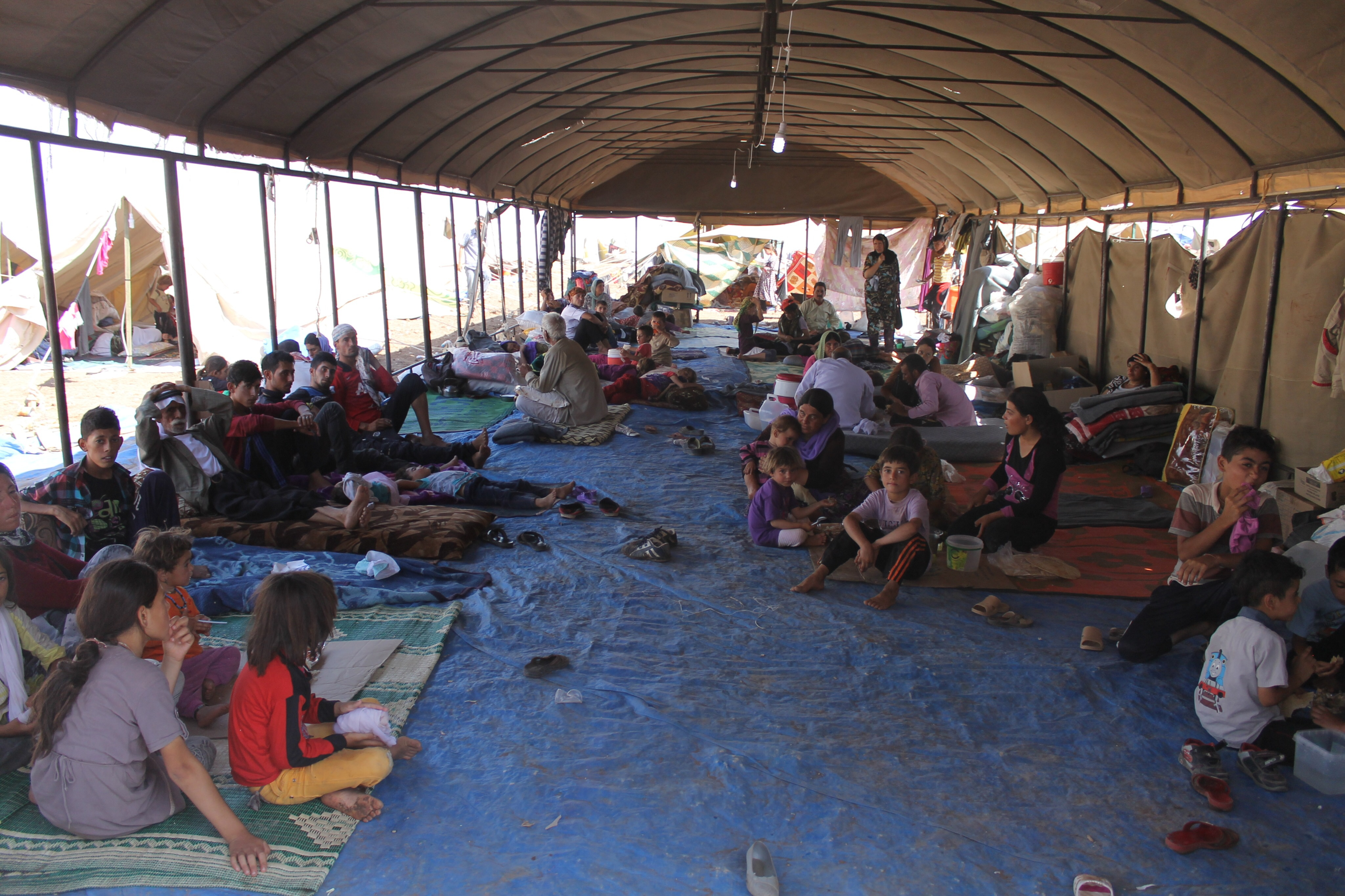
Беженцы-езиды, август 2014 года

В начале августа силы «Исламского государства» заняли в Северном Ираке город Синджар, населённый езидами. ВВС США начали наносить удары по силам ИГ.
11 августа 2014 года, в условиях политической конфронтации с действующим премьер-министром Ирака Нури аль-Малики, выведшим на улицы Багдада верные ему подразделения служб безопасности, которые полностью блокировали правительственную «зелёную зону», избранный парламентом президент Фуад Масум поручил сформировать новое правительство Хайдеру аль-Абади — члену Партии исламского призыва, выдвинутому на пост премьер-министра объединением шиитских партий «Иракский национальный альянс».
28 декабря 2015 года багдадские власти вернули контроль над городом Рамади.
30 апреля 2016 года сторонники шиитского лидера Муктады ас-Садра ворвались в здание парламента Ирака, где депутаты не смогли проголосовать по новому составу правительства из-за нехватки кворума (рассмотрение этого вопроса было решено перенести на 3 мая). Начались массовые волнения: в результате протестующие разгромили зал заседаний, от рук демонстрантов пострадали депутаты, некоторым из них удалось бежать из здания через запасной выход. Позднее протестующие покинули парламент вечером и переместились на одну из площадей внутри правительственной «зелёной зоны». Военное командование Багдада объявило чрезвычайное положение в городе. Против протестующих были применены слезоточивый газ и резиновые пули.
С 24 марта 2016 года по 10 июля 2017 года правительственные силы Ирака при поддержке США провели операцию по освобождению Мосула от сил ИГ.
После того как в Иракском Курдистане 25 сентября 2017 года прошёл референдум о независимости, иракское правительство объявило о непризнании его итогов. Это вызвало столкновения армии Ирака с курдскими силами в октябре 2017 года. В итоге правительство Иракского Курдистана согласилось отказаться от провозглашения независимости.
В 2018 году в стране произошёл политический кризис — две крупнейшие политические силы, которые вошли в иракский парламент после майских выборов (шиитские избирательные блоки «Саирун» и «Фатах»), не смогли договориться о разделе министерских портфелей (камнем преткновения стал ключевой пост, главы МВД), парализовав работу законодательного органа, и шесть месяцев государственный аппарат страны не может функционировать. В октябре 2018 года на посту премьер-министра Хайдера аль-Абади сменил Адиль Абдул-Махди.

### Ирак с 2019 года
1 октября 2019 года в Багдаде начались протесты, с требованиями отставки правительства, а также улучшения условий жизни, решения проблем в сфере здравоохранения, образования и на рынке труда, борьбы с коррупцией. На следующий день они охватили не только столицу, но и несколько провинций.
В ночь на 3 октября в Багдаде был введён комендантский час, к вечеру этого дня он охватил также провинции Наджаф, Майсан, Ди-Кар, Бабиль, Васит. Начались беспорядки и акты насилия, полиция открыла прицельный огонь по протестующим: к 5 октября число погибших составило 65 человек, раненых — свыше 1900 человек. К концу октября волнения продолжались. В итоге в конце ноября 2019 года премьер-министр Адиль Абдул-Махди подал в отставку. Отставка была принята парламентом 1 декабря. 1 февраля 2020 года президент Ирака Бархам Салех назначил Мухаммеда Тауфика Алауи премьер-министром страны и поручил ему сформировать правительство. 1 марта Мухаммед Тауфик Алауи отказался формировать правительство и отозвал свою кандидатуру. 17 марта президент Ирака назначил Аднана аз-Зурфи премьер-министром страны и поручил ему сформировать правительство. 9 апреля, после того как Аднан аз-Зурфи сложил полномочия, президент Ирака назначил Мустафу аль-Казыми премьер-министром страны и поручил ему сформировать правительство.
После состоявшихся 10 октября 2021 года досрочных выборов в парламент их итоги подводились в течение недели. Многие проигравшие партии заявили о фальсификации и отказались признавать их. 18 октября 2021 года в разных городах Ирака прошли протесты против предполагаемой фальсификации выборов, протестующие перекрывали автотрассы и жгли шины. В ряде мест произошли столкновения с силами безопасности. В результате выборов партии, которые тесно сотрудничают с шиитскими формированиями, получающими поддержку от Ирана, лишились большинства занимаемых ими мест. Победителем было объявлено движение духовного лидера иракских шиитов Муктады ас-Садра, который позиционирует себя как националист и критик Ирана. 5 ноября 2021 года сторонники проигравших проиранских партий вышли на улицы Багдада. Они забрасывали силы безопасности камнями, те делали предупредительные выстрелы в воздух. Были ранены не менее 98 силовиков и 27 гражданских лиц.
27 июля 2022 года в Багдаде несколько сотен демонстрантов, протестующих против выдвижения на пост премьер-министра Ирака Мухаммеда ас-Судани, кандидата от поддерживаемых Ираном партий, ворвались в парламент. Большинство из них были сторонниками Муктады ас-Садра, который вышел из политического процесса по выбору руководителей страны, несмотря на то, что получил больше всех мест в парламенте на выборах в октябре 2021 года. 29 августа 2022 года сторонники Муктады ас-Садра захватили Дворец республики — здание правительства Ирака. Позже их разогнали с помощью слезоточивого газа.
25 июля 2022 года, в попытке положить конец политическому кризису в Ираке, проиранские шиитские группы Координационного совета решили сделать следующим премьер-министром Ирака Мухаммеда Шиа ас-Судани. В конечном итоге он был утверждён в качестве кандидата от фракции для формирования нового правительства. Сразу после своего избрания в октябре 2022 года новый президент Абдул Латиф Рашид назначил новым премьер-министром Мухаммеда Шиа ас-Судани, которому было поручено в течение 30 дней сформировать правительство и представить его на утверждение парламенту.